# Ancuța Stoenescu
Ancuța Violeta Stoenescu (n. 1 ianuarie 1980, Timișoara, România) este o fostă jucătoare română de baschet, specializată atât în baschetul clasic, cât și în cel 3x3. De-a lungul carierei sale, a câștigat multiple titluri naționale și internaționale, devenind una dintre cele mai titrate baschetbaliste române.

## Carieră
Ancuța Stoenescu și-a început cariera la nivel profesionist în România, jucând pentru mai multe cluburi de top. Primul său titlu de campioană națională a fost obținut la vârsta de 17 ani cu BC ICIM Arad. Pe parcursul carierei sale, a cucerit 12 titluri de campioană a României, fiind una dintre cele mai de succes jucătoare din Liga Națională de Baschet Feminin.
Pe lângă activitatea sa în România, Stoenescu a evoluat și la nivel internațional, câștigând două titluri de campioană și trei Cupe ale Ciprului cu echipele AEL Limassol și Achilleas Kaimakliou.
În 2021, a fost selecționată în echipa României de baschet 3x3 pentru Jocurile Olimpice de la Tokyo, unde a reprezentat țara în premieră la această disciplină olimpică.
După retragerea din activitatea competițională, Ancuța Stoenescu s-a implicat în promovarea baschetului în România, participând la evenimente dedicate acestui sport și sprijinind dezvoltarea tinerelor talente.
De asemenea, este activă pe rețelele sociale, unde împărtășește experiențe și momente din cariera sa, menținând o legătură strânsă cu fanii și comunitatea baschetbalistică.

## Performanțe și titluri
- 12 titluri de campioană națională a României[4]
- Două titluri de campioană a Ciprului[4]
- Trei Cupe ale Ciprului[4]
- Participare la Jocurile Olimpice de la Tokyo 2020 (baschet 3x3)[5]

### Cariera profesionistă
| Sezon     | Echipa                        | Țara    |
| --------- | ----------------------------- | ------- |
| 1997–2000 | BC ICIM Arad                  | România |
| 2000–2002 | BCM Târgoviște                | România |
| 2002–2003 | AEL Limassol                  | Cipru   |
| 2003–2004 | Achilleas Kaimakliou          | Cipru   |
| 2004–2006 | BC ICIM Arad                  | România |
| 2006–2007 | CSM Satu Mare                 | România |
| 2007–2009 | CSM Târgoviște                | România |
| 2009–2011 | BC Sepsi Sfântu Gheorghe      | România |
| 2011–2014 | CSM Târgoviște                | România |
| 2014–2015 | ACS Sepsi SIC Sfântu Gheorghe | România |
| 2015–2017 | CSM Târgoviște                | România |
| 2017–2019 | FCC ICIM Arad                 | România |
| 2019–2021 | CSM Târgoviște                | România |